# Ээритало, Мика
Ми́ка Э́эритало (фин. Mika Ääritalo; род. 25 июля 1985, Турку, Финляндия) — финский футболист, нападающий, экс-игрок сборной Финляндии. Выступает за клуб ТПС.

## Клубная карьера
После начала своей старшей карьеры в 2002 году в клубе родного города Турку, команда английской Премьер-лиги «Астон Вилла» обошла множество клубов со всей Европы, подписав Ааритало в январе 2003 года. Тем не менее, Мика не сумел закрепиться за основной состав «Астон Виллы», игрок вернулся в свой первый клуб в феврале 2005 года.
В июне 2008 года португальский клуб «Насьонал», выступающий в высшем дивизионе, был заинтересован в подписании финна, но сделка сорвалась из-за стоимости игрока и того факта, что полузащитник не хотел переезжать в Португалию.